# Dibujo de La oración en el Huerto (El Greco)
El Dibujo de La Oración en el Huerto es uno de los pocos dibujos conocidos del Greco. Lamentablemente, fue destruido en un incendio durante la Guerra civil española.

## Introducción
Es muy probable que el Greco preparase sus composiciones con croquis y dibujos sobre papel. Después del fallecimiento del maestro, su hijo Jorge Manuel Theotocópuli, realizó dos inventarios de los bienes dejados por su padre. En el primer inventario (año 1614) se cita un lote de ciento cincuenta dibujos, y en el segundo inventario (año 1621) se citan doscientos. Actualmente, son muy pocos los dibujos conservados cuya atribución al artista cretense sea verosímil.

## Análisis de la obra
- Localización: antiguamente en el Real Instituto Jovellanos de Gijón;
- Dibujo; tinta con toques de aguada y de lápiz blanco sobre papel;
- Dimensiones: 27 x 34 cm.;

Según José Gudiol, este dibujo era el más interesante de todos los atribuidos al Greco. Seguramente fue un croquis preparatorio para una de las versiones de La oración del huerto.